# Caryophyllia balanacea
Espèce
Caryophyllia balanacea est une espèce de coraux appartenant à la famille des Caryophylliidae.